# Alfred Andries
Alfred Maria Josephus Benedictus Andries (Temse, 31 juli 1864 - aldaar, 26 oktober 1923) was een Belgisch industrieel en politicus.

## Levensloop
Hij was de zoon van Denis Andries (burgemeester van Temse) en de kleinzoon van Florentius Andries (burgemeester van Weert). Hij was gehuwd met Elvira Titeca. Samen met Achiel Brys baatte hij het familiebedrijf verder uit.
Tijdens de Eerste Wereldoorlog vluchtte hij naar Engeland. In 1920 werd hij benoemd tot burgemeester van Temse. Hij bleef dit tot zijn dood in 1923. Hij werd opgevolgd als burgemeester door Albert Wilford.